# Katholieke Kerk van de Heilige Geest (Vilnius)
De Kerk van de Heilige Geest (Litouws: Šventosios Dvasios bažnyčia) is een rooms-katholiek kerkgebouw in Vilnius, Litouwen, en moet niet worden verward met de Russisch-orthodoxe Kerk van de Heilige Geest in dezelfde stad. De kerk staat ook bekend onder de naam Dominicaanse Kerk (Dominikonų bažnyčia).   

## Geschiedenis

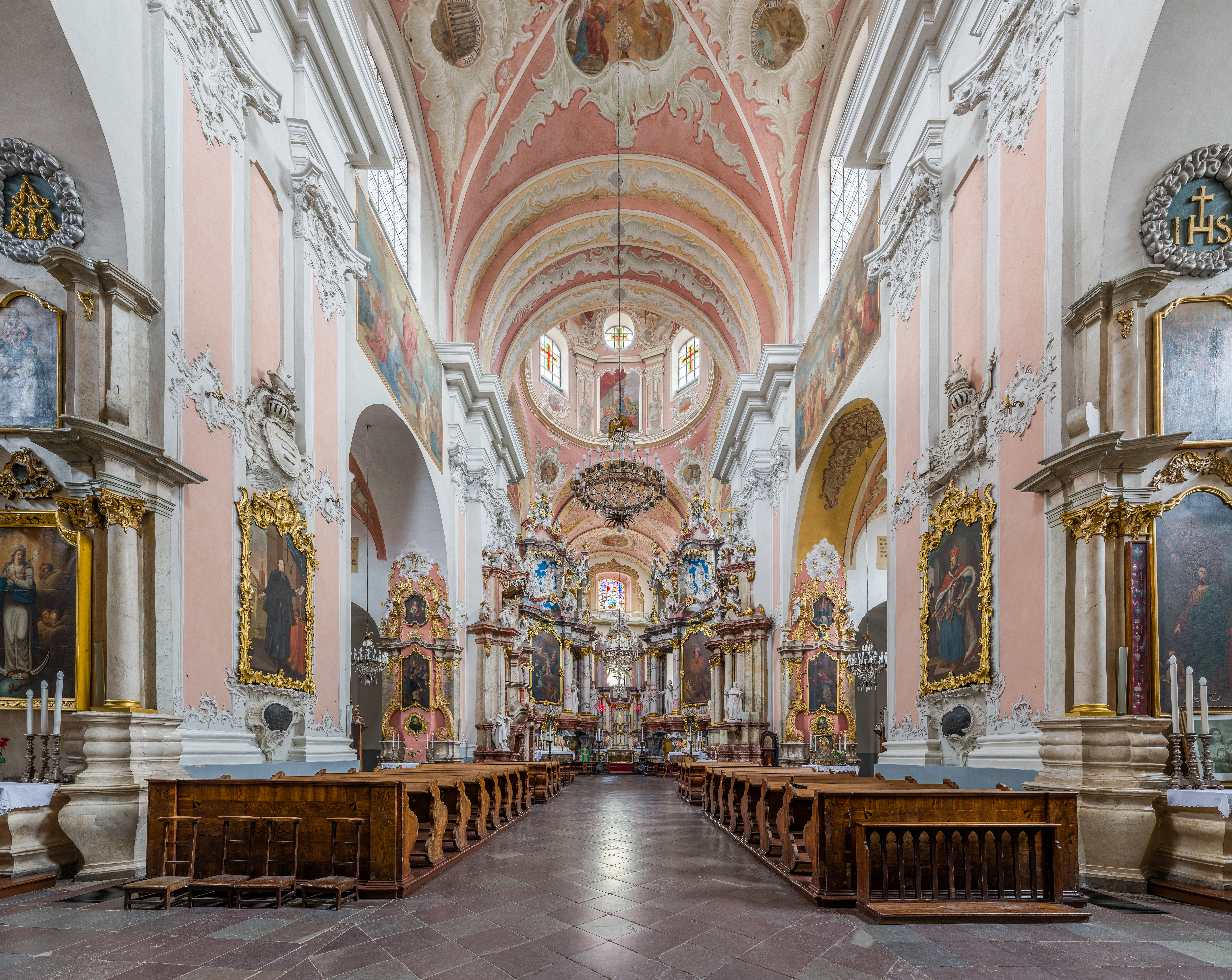
interieur van de dominicaanse Heilige Geest-kerk

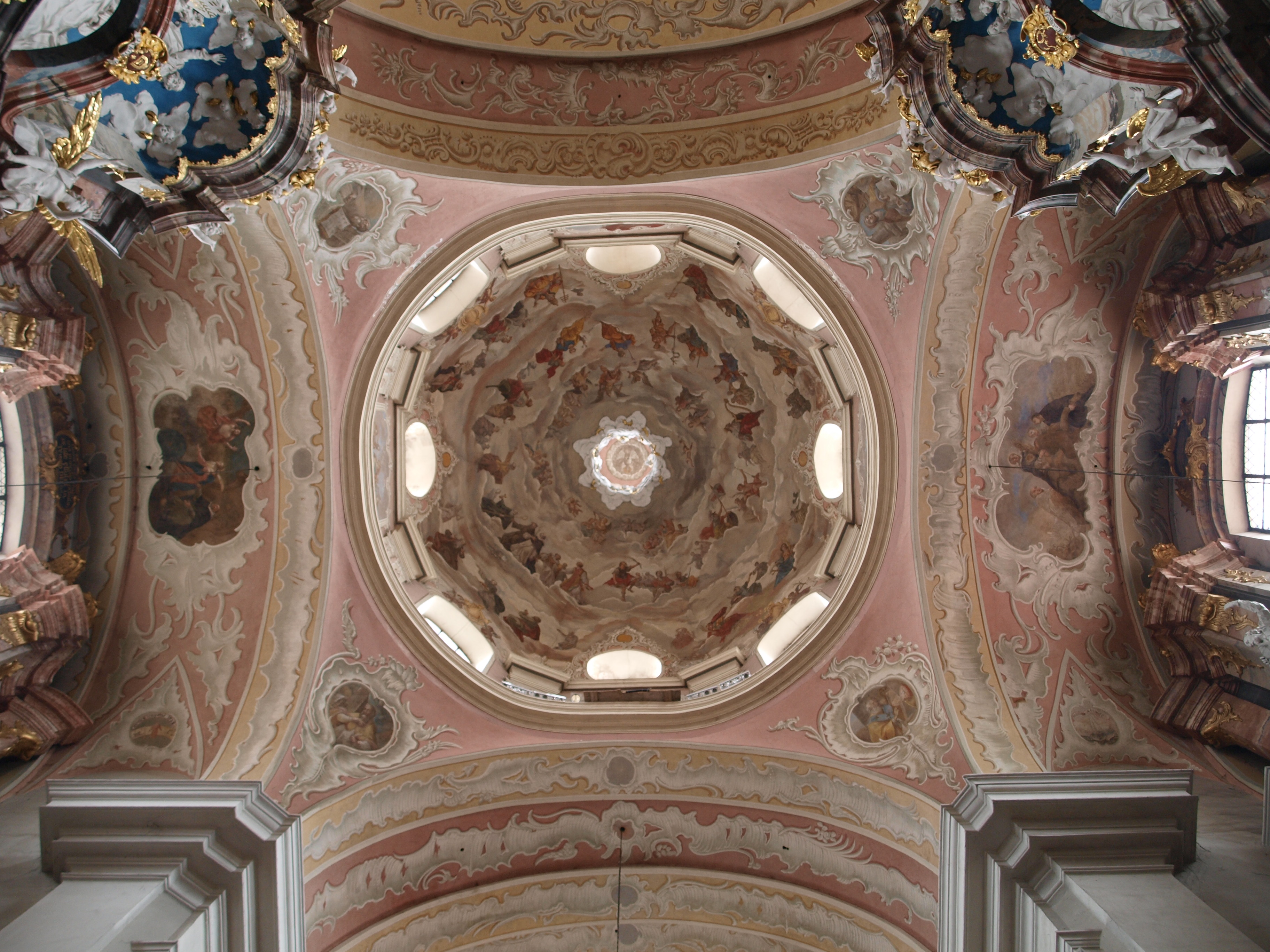
Koepel

Het kerkgebouw dateert oorspronkelijk uit het einde van de 14e eeuw en werd vanaf het jaar 1501 door de dominicanen als kloosterkerk gebruikt. De broeders kwamen op uitnodiging van Alexander van Polen naar Vilnius. 
In 1844 werd het klooster zoals andere katholieke kloosters door de tsaristische autoriteiten gesloten en een nieuwe bestemming gegeven. Het diende als woongebouw en ook als gevangenis. Later werd het kerkgebouw een gewone parochiekerk. 
Omdat de kerk voor de Poolse minderheid in Litouwen diende, bleef de kerk ook tijdens de Sovjet-bezetting steeds geopend voor de eredienst.      
Een hoogtepunt in de geschiedenis van de kerk vormde het bezoek van paus Johannes Paulus II in 1993. 
Vier keer viel de kerk ten prooi aan branden en steeds werd de kerk groter en mooier herbouwd. Het huidige gebouw ontstond na de laatste brand in de 18e eeuw waarbij zowel het exterieur als het interieur in de overdadige barok en rococo werden verbouwd.   
In de kerk werd in de perioden 1948-1956 en 1987-2005 het beroemde schilderij van Jezus van de Goddelijke Barmhartigheid bewaard, een werk dat Eugeniusz Kazimirowski op aanwijzingen van Maria Faustina Kowalska schilderde. Tegenwoordig bevindt zich een replica in een zijaltaar. Het origineel bevindt zich in het hoofdaltaar van de Drie-eenheidskerk van Vilnius. Het orgel in de kerk behoort tot de oudste orgels van het land. 
In de catacomben onder de kerk liggen de resten van ongeveer 2000 mensen, slachtoffer van oorlogen of epidemieën uit de 17e en de 18e eeuw. De catacomben zijn niet voor het publiek toegankelijk.